# Неллінгер Тетяна Миколаївна
Тетяна Миколаївна Неллінгер (нар. 24 вересня 1904, Умань — пом. 1 листопада 1981) — український радянський живописець, член Спілки радянських художників України. Дружина художника Романа Мельничука.

## Біографія
Народилася 24 вересня 1904 року в Умані в багатодітній дворянській родині.

Могила Тетяни Неллінгер

Жила в Києві в будинку по вулиці Тарасівській, 1. Померла 1 листопада 1981 року. Похована в Києві на Байковому кладовищі.

## Участь у виставках
- 1941 Українська РСР: Перша групова виставка художників і скульпторів, членів Київського місцевого комітету РАБІС;
- 1944 Українська РСР: художня виставка «Перший український фронт».
- 1945 Українська РСР: виставка українських художників «Відродження звільненого Донбасу».